# Stewart McKimmie
Stewart McKimmie (ur. 27 października 1962 w Aberdeen) – szkocki piłkarz grający na pozycji prawego obrońcy.

## Kariera klubowa
McKimmie urodził się w Aberdeen, jednak karierę piłkarską rozpoczął w Dundee F.C. W 1980 roku zadebiutował w Division One, a w 1981 roku wywalczył z tym klubem awans do Premier League. W pierwszym zespole Dundee spędził 3,5 roku, a w tym okresie rozegrał dla tego klubu 80 ligowych spotkań.
Jesienią 1983 roku McKimmie przeszedł do Aberdeen F.C., w którym miał zastąpić Stuarta Kennedy’ego, który zakończył karierę z powodu ciężkiej kontuzji. Tuż po przyjściu do Aberdeen zdobył z tym klubem Superpuchar Europy, dzięki zwycięstwu w dwumeczu z Hamburger SV (0:0, 2:0). W 1984 roku wywalczył zarówno mistrzostwo Szkocji, jak i zdobył Puchar Szkocji. W 1985 roku obronił tytuł mistrzowski oraz sięgnął po Puchar Ligi Szkockiej. W 1986 i 1990 roku ponownie zdobywał szkocki puchar, a w latach 1989 i 1995 - Puchar Ligi. W latach 1994–1997 Stewart pełnił funkcję kapitana Aberdeen zastępując Alexa McLeisha. Do 1997 roku rozegrał w barwach Aberdeen 427 spotkań, w których strzelił 9 bramek.
Latem 1997 roku McKimmie został piłkarzem drugiego z klubów z Dundee, Dundee United. Wystąpił jednak tylko w czterech spotkaniach w szkockiej Premier League i jeszcze przed końcem roku zakończył piłkarską karierę. Liczył sobie wówczas 35 lat.
| Sezon   | Klub          | Kraj    | Rozgrywki      | Mecze | Bramki |
| ------- | ------------- | ------- | -------------- | ----- | ------ |
| 1980/81 | Dundee F.C.   | Szkocja | Division One   | 17    | 0      |
| 1981/82 | Dundee F.C.   | Szkocja | Premier League | 16    | 0      |
| 1982/83 | Dundee F.C.   | Szkocja | Premier League | 31    | 0      |
| 1983/84 | Dundee F.C.   | Szkocja | Premier League | 16    | 0      |
| 1983/84 | Aberdeen F.C. | Szkocja | Premier League | 18    | 1      |
| 1984/85 | Aberdeen F.C. | Szkocja | Premier League | 34    | 3      |
| 1985/86 | Aberdeen F.C. | Szkocja | Premier League | 34    | 3      |
| 1986/87 | Aberdeen F.C. | Szkocja | Premier League | 38    | 0      |
| 1987/88 | Aberdeen F.C. | Szkocja | Premier League | 42    | 0      |
| 1988/89 | Aberdeen F.C. | Szkocja | Premier League | 35    | 0      |
| 1989/90 | Aberdeen F.C. | Szkocja | Premier League | 33    | 0      |
| 1990/91 | Aberdeen F.C. | Szkocja | Premier League | 26    | 1      |
| 1991/92 | Aberdeen F.C. | Szkocja | Premier League | 39    | 0      |
| 1992/93 | Aberdeen F.C. | Szkocja | Premier League | 14    | 0      |
| 1993/94 | Aberdeen F.C. | Szkocja | Premier League | 40    | 0      |
| 1994/95 | Aberdeen F.C. | Szkocja | Premier League | 34    | 1      |
| 1995/96 | Aberdeen F.C. | Szkocja | Premier League | 29    | 0      |
| 1996/97 | Aberdeen F.C. | Szkocja | Premier League | 24    | 0      |
| 1997/98 | Dundee United | Szkocja | Premier League | 4     | 0      |

## Kariera reprezentacyjna
W reprezentacji Szkocji McKimmie zadebiutował 27 maja 1989 roku w przegranym 0:2 meczu z Anglią. W 1990 roku został powołany przez selekcjonera Andy’ego Roxburgha do kadry na Mistrzostwa Świata we Włoszech. Tam zagrał we dwóch spotkaniach, przegranych po 0:1 z Kostaryką i Brazylią.
W latach 90. McKimmie dwukrotnie wystąpił na turniejach o mistrzostwo Europy. W 1992 roku na Euro 92 wystąpił w trzech meczach: z Holandią (0:1), z Niemcami (0:2) oraz z WNP (3:0). Natomiast na Euro 96 zaliczył dwa spotkania: z Holandią (0:0) oraz z Anglią (0:2). Mecz z Anglikami był jego ostatnim w kadrze narodowej. Łącznie wystąpił w niej 40 razy i strzelił jedną bramkę.